# نينو فيرير
نينو فيرير (بالفرنسية: Nino Ferrer )‏ (و. 1934 – 1998 م) هو مغني، وعالم إنسان، ومغن مؤلف فرنسي، ولد في جنوة، توفي عن عمر يناهز 64 عاماً، بسبب إصابة بعيار ناري.

## وصلات خارجية
- نينو فيرير على موقع IMDb (الإنجليزية)
- نينو فيرير على موقع روتن توميتوز (الإنجليزية)
- نينو فيرير على موقع ميوزك برينز (الإنجليزية)
- نينو فيرير على موقع أول ميوزيك (الإنجليزية)
- نينو فيرير على موقع ديسكوغز (الإنجليزية)
- نينو فيرير على موقع قاعدة بيانات الفيلم (الإنجليزية)

- نينو فيرير في قاعدة بيانات الأفلام على الإنترنت